# Семёновка (Белгород-Днестровский район)
Семёновка (укр. Семенівка) — село, относится к Белгород-Днестровскому району Одесской области Украины.
Население по переписи 2001 года составляло 588 человек. Почтовый индекс — 67751. Телефонный код — 4849. Занимает площадь 1,04 км².

## Местный совет
67750, Одесская обл., Белгород-Днестровский р-н, с. Семёновка, ул. Молодёжная, 2